# Bosmolen (Egmond aan den Hoef)
De Bosmolen in Egmondermeer bij Egmond aan den Hoef bemaalt de polder van het Egmondermeer. De molen is al gebouwd voordat het meer is drooggemaakt.
In 1948 werd hij echter stilgelegd en in 1953 is hij onttakeld. Er stond na die jaren nog wel een elektrisch gemaal in de molen. Eind jaren 1980 werd Molenstichting Alkmaar en Omstreken opgericht, met het doel de Bosmolen weer te restaureren, hetgeen in 1993 gelukt is, zodat de molen weer malen kan.
Strijkmolens:
Strijkmolen B ·
Strijkmolen C ·
Strijkmolen D ·
Strijkmolen E ·
Ambachtsmolen ·
Strijkmolen I ·
Strijkmolen K ·
Strijkmolen L

Poldermolens:
Bosmolen ·
Hargermolen ·
Groetermolen ·
De Grebmolen ·
Slootgaardmolen ·
Poldermolen Waarland ·
Molen D / Oosterdel ·
Molen A ·
Sluismolen ·
Damlandermolen ·
Philisteinse Molen ·
Wimmenumer Molen ·
Geestmolen ·
Robonsbosmolen ·
De Viaan ·
De Eendracht

Korenmolens:
De Groot ·
Kijkduin (Schoorl) ·
't Roode Hert -
De Gouden Engel -
De Otter (Oterleek)

Molenstichting Alkmaar